# ピースリバー地域
ピースリバー地域（ピースリバーちいき、英: Peace River Regional District）は、ブリティッシュコロンビア州の地方行政区の1つ。州内北東部に位置する。

## 主な都市
- ドーソン・クリーク（Dawson Creek）